# Ericabreen
De Ericabreen is een gletsjer op het eiland Nordaustlandet, dat deel uitmaakt van de Noorse eilandengroep Spitsbergen.
De gletsjer is vernoemd naar 

## Geografie
De gletsjer is ongeveer zuid-noord georiënteerd en komt van de ijskap Vegafonna af. Ze mondt uit in de baai Palanderbukta.
De gletsjer ligt op het schiereiland Scaniahalvøya, onderdeel van Gustav Adolf Land. Westelijker ligt een tweede gletsjer, de Palanderbreen, die van dezelfde ijskap afkomstig is. Ten noordoosten van Ericabreen ligt Palanderisen.